# آسکلوفناک
آسکلوفناک (انگلیسی: Aceclofenac) یک داروی ضد التهابی غیر استروئیدی (NSAID) آنالوگ دیکلوفناک است. از این دارو برای تسکین درد و التهاب در روماتیسم مفصلی، آرتروز و اسپوندیلیت آنکیلوزان به کار می‌رود.
این دارو در سال ۱۹۸۳ ثبت شد و در سال ۱۹۹۲ برای استفاده پزشکی تأیید شد.

## عوارض جانبی
این دارو نباید به افراد مبتلا به پورفیری، مادران شیرده و کودکان تجویز شود. به دلیل خطر بسته شدن زودرس مجرای شریانی که منجر به هیدروپس جنین در نوزادان می‌شود، باید از آن در دوران بارداری اجتناب کرد.